# 대천해수욕장

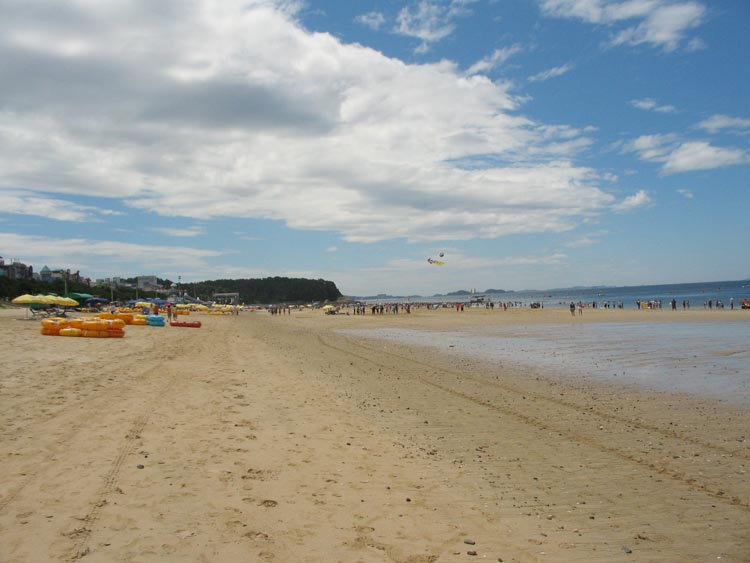
대천해수욕장

대천해수욕장(大川海水浴場)은 충청남도 보령시 신흑동 일원에 위치한 해수욕장으로 전국 해수욕장 중 규모, 시설면에서 최고로 손꼽히는 여름휴양지이다. 한해 천만 명에 이르는 관광객의 발길이 끊이지 않으며, 매년 7월 마다 개최되는 보령머드축제가 유명하다. 서해안 최고의 휴양지이자 국제적 관광명소로 자리 매김을 하고 있다. 규모면에서 백사장의 길이가 3.5km, 폭 100m에 달하는 대형 해수욕장이다. 백사장 남쪽에 기암괴석이 잘 발달되어 있어 비경을 연출하고 있으며, 수온 역시 적당하여 기분좋은 해수욕을 즐길 수 있다. 대천 해수욕장의 모래질은 동양에서 유일한 패각분으로 조개껍질이 오랜 세월을 지나는 동안 잘게 부서져 모래로 변모한 것이다. 규사로 된 백사장이 몸에 달라붙는 점에 비해 패각분은 부드러우면서 물에 잘 씻기는 장점을 갖고 있다.

참고로, 1997년 8월 30일에 유괴되어 살해당한 박초롱초롱빛나리(1989~1997) 양의 유해가 이곳에 뿌려졌다.